# Marc René de Montalembert
Markiz Marc René de Montalembert, francoski vojaški inženir, pisatelj in plemič, * 16. julij 1714, Angoulême, † 29. marec 1800.